# 猫ひっかき病
猫ひっかき病（ねこひっかきびょう、英語: Cat scratch disease; CSD）はバルトネラ・ヘンセレによって引き起こされる、リンパ節の炎症を主体とした細菌感染症。人獣共通感染症の一つである。

## 原因
原因菌はグラム陰性菌のバルトネラ・ヘンセラ（英:Bartonella henselae）である。
1950年にフランスのロベール・ドブレがこの疾患について初めて報告したが、原因菌は不明だった。
1993年、Dolanらにより本患者のリンパ節から Rochalimaea henselae が分離され確認された。当時、Rochalimaeaは培養可能なリケッチアに分類されていたが、その後、1993年にBrennerらによりグラム陰性桿菌の B. henselae に分類が変更された。
この病原菌は猫に対しては全く病原性はないが、長い間、保菌状態になっており、18ヶ月以上も感染が続くこともある。猫から猫への菌の伝播にはネコノミが関与している。猫の血を吸って感染したネコノミは、体内で菌を増殖させ糞便として排泄するが、それが猫の歯あるいは爪に付着する。そしてその猫に咬まれたり引っかかれたりすることによって人間の傷に感染すると考えられる。日本では猫の9～15%が菌を保有しており、西日本に多い。喧嘩したり他の猫と接触の多い雄や野良猫に多い傾向がある。特に生後6か月以内の仔ネコからの感染率が高く、1～3歳の若い猫の保菌率が高いという報告もある。また、イヌからの感染例の報告もある。
その他、頻度は少ないが、感染猫の血液を吸ったネコノミが人間を刺した事による感染例が報告されている。

## 症状
受傷部が数日から4週間程度の潜伏期間後に虫刺されの様に赤く腫れる。典型的には、疼痛のあるリンパ節腫脹、37℃程度の発熱、倦怠感、関節痛など。まれに重症化する事がある。5～10%で、肝臓や脾臓の多発性結節性病変、肺炎、脳炎、心内膜炎、肉芽腫、急性脳症などのリンパ節外病変がみられる。
腫脹したリンパ節は多くの場合痛みを伴い、体表に近いリンパ節腫張では皮膚の発赤や熱感を伴うこともある。ほとんどの人で発熱が長く続き、嘔気等も出現する。
肝膿瘍を合併することがあり、免疫不全の人や、免疫能力の落ちた高齢者では、重症化して麻痺や脊髄障害に至るものもある。
ヒト以外の動物では一般に無症状であるが、発熱や神経症状の原因となる菌株の存在が示唆されている。

## 疫学
小児～若年者に多く、秋から冬にかけての季節が多い。やや女性に多い。

## 検査
猫をはじめとした動物との接触歴のある患者で、リンパ節の腫脹に圧痛や熱感を伴う場合には、本症を疑う。ただし、動物の飼育歴が明らかでない患者も少なからずいるため、βラクタム系抗菌薬が無効であるリンパ節炎では、本症も視野に入れて検査・治療を進める必要がある。
血液検査白血球増加、CRP上昇などの炎症反応がみられることがあるが、必須ではない。AST、ALT、LDHなどの肝逸脱酵素の上昇がみられることもある。
画像検査超音波検査、CT、MRIなどの画像検査で、腫脹しているのがリンパ節であることを確認できる。また、リンパ節膿瘍の形成も画像検査により検出できる。
血清診断抗B.henselae IgGおよびIgM抗体価を測定する。IgM抗体陽性、またはペア血清(原則としては2週間隔で、2回血清を採取して抗体価を測定する)でIgGの4倍以上の上昇、あるいはIgGがワンポイントで256倍または512倍以上のときに、本症と診断できる。ただし、抗B.henselae抗体価の測定は国内では(商業ベースでは)行われていないため、結果が出るまでに2週間ほどかかる。尚、動物の検査では抗体価法による検査法が商業ベースで行われている。

## 鑑別診断
特に小児において、発熱とリンパ節の腫脹・疼痛が見られる疾患を鑑別しなければならない。
化膿性リンパ節炎一般細菌による感染症。起炎菌としては化膿レンサ球菌や黄色ブドウ球菌が多い。多くの場合、βラクタム系抗生物質が有効。
組織球性壊死性リンパ節炎原因は不明。抗菌薬は有効ではない。猫ひっかき病と比べると一つ一つのリンパ節の腫れは小さく、腫れるリンパ節の数が多い傾向がある。また、白血球数は通常増加せず、むしろ減少することもある。自然軽快することが多いが、確定診断のためには生検が必要。
川崎病年長児の川崎病は、発症当初は発熱と頚部リンパ節の腫脹のみであることがある。抗菌薬は有効ではなく、経過中に他の症状が出現して診断がつく。
伝染性単核球症ほとんどはEBウイルスの初感染による疾患。稀にサイトメガロウイルスやHIVによるものもある。抗菌薬は有効でないが、自然軽快することが多い。
悪性リンパ腫悪性リンパ腫で腫脹したリンパ節の痛みを伴うものは極めて稀である。抗菌薬は有効でない。

## 治療
ほとんどは重篤化せず、軽症では治療の必要はない。しかし治癒するまでに数週間、場合によっては数ヶ月もかかることがある。必要に応じ抗生物質の投与を行うが、クラリスロマイシンは有効ではなく、エリスロマイシン、ドキシサイクリン、シプロフロキサシン等が有効であったとされる。
有効なワクチンは開発されていない。

## その他
- 猫が感染源となる感染症は、パスツレラ症、トキソプラズマ症などがある。